# شیرشاه
شیرشاه (به انگلیسی: The Lion King) انیمیشن آمریکایی در ژانر حماسی، موزیکال و  درام، محصول سال ۱۹۹۴  دیزنی است. موسیقی این اثر توسط آهنگساز معروف التون جان ساخته و شعر آن توسط تیم رایس سروده شده و تنظیم آن توسط هانس زیمر انجام شده‌است. این انیمیشن برندهٔ جایزهٔ بهترین موسیقی متن و بهترین ترانهٔ اورجینال از شصت و هفتمین دوره جوایز اسکار و برندهٔ جایزه  بهترین فیلم انیمیشن و  بهترین ترانه اورجینال از پنجاه و دومین مراسم گلدن گلوب شده‌است. شیر شاه در ۱۵ ژوئن ۱۹۹۴ منتشر شد و از نظر موسیقی، داستان، تم‌ها و انیمیشن مورد تحسین منتقدان قرار گرفت. این فیلم با فروش اولیه ۷۶۳ میلیون دلاری در سراسر جهان، به عنوان پرفروش‌ترین فیلم و پرفروش‌ترین انیمیشن سال ۱۹۹۴ و دومین فیلم پرفروش تمام دوران، پس از  پارک ژوراسیک ۱۹۹۳ به پایان رسید.  این فیلم عنوان پرفروش‌ترین فیلم انیمیشن را داشت تا اینکه در سال ۲۰۰۳ این عنوان به انیمیشن در جستجوی نمو تعلق گرفت.این فیلم همچنان پرفروش‌ترین فیلم انیمیشن سنتی تمام دوران است و همچنین با فروش بیش از ۵۵ فیلم خانگی پرفروش‌ترین فیلم انیمیشن خانگی است.
از این اثر دو دنبالهٔ دیگر به نام‌های شیرشاه ۲: پادشاهی سیمبا و شیرشاه ۳: (شیرشاه یک و نیم) به صورت فیلم ویدئویی ساخته شد. در سال ۲۰۱۲ این فیلم به صورت سه‌بعدی دوباره در جهان اکران شد. و باز هم به فروش بالایی دست یافت.
این فیلم از نگاه انجمن فیلم آمریکا، یکی از ۱۰ فیلم انیمیشن برتر جهان است.
بازسازی لایو اکشن این انیمیشن تحت عنوان شیرشاه به کارگردانی جان فاورو در سال ۲۰۱۹ اکران شد.
شیر شاه اولین انیمیشن دیزنی بود که مبتنی بر یک داستان اصلی بود و نه بر اساس داستان‌های معروف یا افسانه‌های کلاسیک. سازندگان فیلم بیان کرده اند که داستان شیر شاه از  زندگی یوسف و موسی در انجیل، مجموعه نمایش هملت اثر شکسپیر و کارتون بامبی، انیمیشن دیزنی در سال ۱۹۴۲ الهام گرفته شده است. 

## داستان
در سرزمین‌های «غرور» تانزانیا، گروهی از شیرها از صخره غرور بر آن سرزمین حکومت می‌کنند. سیمبا، پسر تازه به دنیا آمده شاه موفاسا و ملکه سارابی، توسط یک مندریل به نام «رافیکی» که شمن و مشاور سرزمین به حساب می‌آید، به حیوانات گرد آمده معرفی می‌شود. برادر کوچک‌تر موفاسا یعنی اسکار، آرزوی نشستن بر تخت پادشاهی را در سر دارد.
وقتی سیمبا به بزرگی یک توله می‌شود، موفاسا سرزمین‌های غرور را به او نشان می‌دهد و به او از مسئولیت‌های شاه شدن و «چرخه حیات» که تمام موجودات زنده را با هم مرتبط می‌کند، می‌گوید. یک روز سیمبا و دوستش نالا در قبرستان فیل توسط سه کفتار با نام‌های شنزی، بنزای و اد مورد تعقیب قرار می‌گیرند. موفاسا توسط زازوی نوک‌شاخ که پیشکار او نیز به حساب می‌آید، از این موضوع خبردار می‌شود و این دو را نجات می‌دهد. با وجود ناامید شدن از سیمبا برای نافرمانی از او و به خطر انداختن خودش و نالا، موفاسا او را می‌بخشد و به او می‌گوید که شاهان بزرگ گذشته از آسمان شب آن‌ها را تماشا می‌کنند و او هم در آینده برای تماشای سیمبا به آن‌ها خواهد پیوست. اسکار که نقشه حمله قبرستان فیل را کشیده بود، کفتارها را متقاعد می‌کند که در ازای حق شکار در سرزمین‌های غرور، به او در کشتن موفاسا و سیمبا کمک کنند.
اسکار برای سیمبا و موفاسا تله‌ای می‌گذارد، تله‌ای با این شرح که سیمبا را در یک تنگه قرار دهد و کفتارها گله بزرگی از حیوانات وحشی را به ازدحام در تنگه بکشانند تا آن‌ها سیمبا را زیر پاهایشان له کنند. موفاسا سیمبا را نجات می‌دهد ولی خودش از لبهٔ تنگه در شرایط نامطمئنی آویزان می‌شود، او عاجزانه از اسکار درخواست کمک می‌کند، ولی اسکار او را به سمت ازدحام گله پرتاب می‌کند تا بمیرد. اسکار سیمبا را مقصر مرگ پدرش خطاب می‌کند و به او می‌گوید که فرار کند و هرگز برنگردد. بلافاصله بعد از فرار سیمبا، اسکار به کفتارها دستور می‌دهد که او را بکشند ولی سیمبا از دست آنها می‌گریزد. اسکار که گمان می‌کند سیمبا مرده‌است، به دیگر شیرها می‌گوید که سیمبا و موفاسا هر دو در ازدحام درون تنگه کشته شده‌اند و خود را به عنوان شاه جدید معرفی می‌کند و کفتارها را به سرزمین‌های غرور راه می‌دهد.
بعد از این که سیمبا در یک بیابان از هوش می‌رود، توسط دو مطرود نجات داده می‌شود. یکی از آن دو یک میرکت است و دیگری یک گراز که به ترتیب با نام‌های تیمون و پومبا شناخته می‌شوند. سیمبا با دو دوست جدیدش در واحه آن‌ها با بی‌خیالی و با شعار هاکونا ماتاتا بزرگ می‌شود. سال‌ها بعد، سیمبای بزرگسال این دو را از یک شیر ماده گرسنه که بعداً مشخص می‌شود همان نالا است، نجات می‌دهد. سیمبا و نالا عاشق هم می‌شوند و نالا به سیمبا اصرار می‌کند که به خانه برگردد، خانه‌ای که اکنون زیر حکومت اسکار دچار قحطی شده‌است. سیمبا که هنوز خود را برای مرگ پدرش سرزنش می‌کند، پیشنها او را نمی‌پذیرد و با عصبانیت از آنجا می‌رود. او با رافیکی مواجه می‌شود که به سیمبا می‌گوید که روح موفاسا درون او زنده است. سیمبا در آسمان شب با روح پدرش مواجه می‌شود که به او می‌گوید باید جایگاهش را به عنوان شاه راستین پس بگیرد. بعد از شنیدن نصیحت رافیکی که بهتر است به جای فرار از گذشته از آن درس بگیرد، سیمبا تصمیم می‌گیرد به خانه برگردد.
با یاری دوستانش، سیمبا یواشکی از کنار کفتارها می‌گریزد و با اسکار مواجه می‌شود. اسکار سیمبا را به خاطر تقصیر دروغینش در مرگ موفاسا سرزنش می‌کند و او را به لبه صخره‌ای می‌کشاند و برای او فاش می‌کند که خودش موفاسا را کشته‌است. سیمبا که به شدت از این افشاگری خشمگین است، اسکار را وادار به برملا کردن حقیقت برای همه می‌کند. جنگی درمی‌گیرد و تیمون، پومبا، رافیکی، زازو و شیرهای ماده کفتارها را عقب می‌رانند. اسکار سعی به فرار دارد اما توسط سیمبا در لبه‌ای نزدیک به اوج صخره غرور گیر میفتد. اسکار به او التماس می‌کند که از جان او بگذرد و کفتارها را مقصر کارهای خود قلمداد می‌کند. سیمبا از جان اسکار می‌گذرد ولی جمله‌ای که اسکار مدت‌ها قبل به او گفت را برایش بازگو می‌کند، که از سرزمین‌های غرور فرار کند و هرگز بازنگردد. اسکار نمی‌پذیرد و به برادر زاده‌اش حمله می‌کند، اما بعد از یک مبارزه کوتاه، سیمبا او را از بالای صخره به پایین پرتاب می‌کند. اسکار از این سقوط جان سالم به در می‌برد اما کفتارها که شنیدند اسکار چگونه به آن‌ها خیانت کرد، به او حمله می‌کنند و او را می‌خورند.
با مرگ اسکار و بسیاری از کفتارها، سیمبا شاه می‌شود و نالا نیز ملکه او نام می‌گیرد. با دوباره سرسبز شدن سرزمین‌های غرور، رافیکی توله تازه متولد شده سیمبا و نالا را به حیوانات جمع شده نمایش می‌دهد و چرخه حیات به این ترتیب ادامه می‌یابد.

## شخصیت‌ها

### موفاسا
موفاسا شیری است که برای اولین بار در سال ۱۹۹۴ در فیلم کارتونی سینمایی شیرشاه محصول ۱۹۹۴ هالیوود ظاهر شد؛ و در آن فیلم جیمز ارل جونز به جای او حرف می‌زد. او پسری به نام سیمبا داشت و برادری به نام اسکار و همسر او (سارابی) ما در انیمیشن شیرشاه ۱ شاهد حضور گرم موفاسا بودیم بعد از مرگ موفاسا سیمبا یعنی پسر او از سرزمین افتخار به دست اسکار حیله‌گر خارج می‌شود و…

## صداپیشگان
- جاناتان تیلور توماس در نقش سیمبای جوان
- متیو برودریک در نقش سیمبای بزرگسال
- جیمز ارل جونز در نقش پادشاه موفاسا
- جرمی آیرونز در نقش اسکار
- مویرا کلی در نقش نالای بزرگسال
- نیکتا کالام در نقش نالای جوان
- ارنی سابلا در نقش پومبا
- ناتان لین در نقش تیمون
- روان اتکینسوند نقش زازو
- کتی کاوادینی در نقش نقش‌های فرعی (در عنوان‌بندی نیامده)

## تولید

نمایی از کیمبا شاه سفید در سمت چپ و نمایی از سیمبا در فیلم شیرشاه در سمت راست. شباهتی که شک و گمان‌های بسیاری برانگیخت.

شیرشاه سرآغاز، در هنگام تولید، پادشاه جنگل نام گرفته بود اما بعد از تحقیقاتی متوجه شدند که شیر پادشاه جنگل نیست.
همانند فیلم بمبئی، انیماتورها زندگی و حیات طبیعی حیوانات را مطالعه کردند و برخی از تهیه‌کننده‌ها به آفریقا رفتند تا بعضی نماهای و جلوه‌های طبیعی که قرار بود در فیلم نشان داده شود را از نزدیک ببینند.
با بهره‌گیری بسیار از کامپیوتر، سازندگان فیلم توانستند اثرشان را به شیوه‌ها و شکل‌های جدیدی نشان بدهند. یکی از موارد معروف این بهره‌گیری، صحنهٔ رام کردن گاوهای وحشی است که از جلوه‌های سه بعدی زیادی استفاده شد.
این اثر بر اساس مجموعهٔ کیمبا شاه سفید اثر اسامو تزوکا در دههٔ ۶۰ ساخته شده‌است. هر چند صاحبان اثر به این مسئله اذعان نمی‌کنند و این فرضیه را رد می‌کنند. هر چند صاحبان اثر شیرشاه اعتراف می‌کنند که مجموعه نمایش هملت اثر شکسپیر و داستان‌های یوسف و موسی در انجیل و کارتون بامبی (والت دیزنی ۱۹۴۲) اثرهایی بر روی این انیمیشن دوبعدی داشته‌اند.
این فیلم هم‌زمان با فیلم  پوکاهانتس در شرکت ساخته می‌شد و بسیاری از سازندگان و کارمندان شرکت فکر می‌کردند باید بهای بیشتری به فیلم پوکاهانتس داد زیرا از نظر موقعیتی اهمیت بیشتری داشت. هر چند با ورود هر دو به بازار فیلم، شیرشاه بازتاب‌های مثبت بسیار زیادتری نسبت به فیلم پوکاهانتس داشت.

## اکران دوباره
شیرشاه در سال ۲۰۰۲ برای دومین بار اما این بار در کیفیت خوب آی مکس اکران شد و بعد از آن بر روی دو دیسک دی وی دی به بازار آمد.

## بازسازی‌ها
- شیرشاه (۲۰۱۹)
- موفاسا: شیر شاه (۲۰۲۴)